# Красный Балтиец (деревня)
Красный Балтиец — деревня в Можайском районе Московской области, в составе городского поселения Можайск. Численность постоянного населения по Всероссийской переписи 2010 года — 981 человек, в деревне числятся 6 улиц. До 2006 года Красный Балтиец входил в состав Ямского сельского округа.
Деревня расположена в центральной части района, у истоков реки Мжут (левый приток Протвы), примерно в 2 км к югу от Можайска, высота центра над уровнем моря 215 м. Ближайший населённый пункт — примыкающее с севера Большое Новосурино.